# Francia nyelv
A francia nyelv (franciául la langue française [la 'lɑ̃ɡ fʁɑ̃'sɛz] vagy le français [lə fʁɑ̃'sɛ]) az indoeurópai nyelvcsalád újlatin nyelvcsaládjának tagja, mégpedig ennek nyugati ágához tartozó galloromán csoportbeli oïl nyelvek egyike.
A franciát hozzávetőlegesen 220 millió személy beszéli a világon anyanyelvként, második nyelvként vagy idegen nyelvként, a Frankofónia Nemzetközi Szervezete tagországaiban és a megfigyelőkként befogadott országokban, valamint az FNSz-en kívül Algériában, az Amerikai Egyesült Államokban és néhány más országban. Arról sincsenek pontos adatok, hogy hányan beszélik a világon a franciát anyanyelvként. Számukat 110 millióra becsülik.
A legtöbb személy által használt nyelvek rangsorában a francia a 6. helyen áll, az Európában beszélt anyanyelvekében pedig a 2. helyen. 29 országban hivatalos nyelv a francia, a 2. helyet foglalva el e tekintetben az angol után.
A angol után a franciát tanulják a legtöbben (120 millióan) idegen nyelvként, mégpedig a világ legtöbb országában.
Az Internet terének 5%-át foglalja el a francia nyelv, a 6–8. helyen állva a leginkább használt nyelvek között.
A francia nyelv az ókori Gallia északi felén beszélt népi latin nyelvből fejlődött ki, és hosszú történelmi folyamat során lett dominánssá a mai Franciaország egész területén és egyes szomszédos országok vele határos régióiban. A 17. századtól kezdve terjedelmes gyarmati birodalma révén Franciaország kiterjesztette nyelvét sok, az összes Európán kívüli kontinensen található régióra is. Ugyancsak a 17. századtól a 20. elejéig, az ország gazdasági súlyának és a kultúrájának köszönhetően, nyelve a legfontosabb világnyelv volt. Bár az első világháború után az angol fokozatosan átvette az első helyet, a francia továbbra is fontos szerepet játszik a nemzetközi kommunikációban.

## Elterjedése

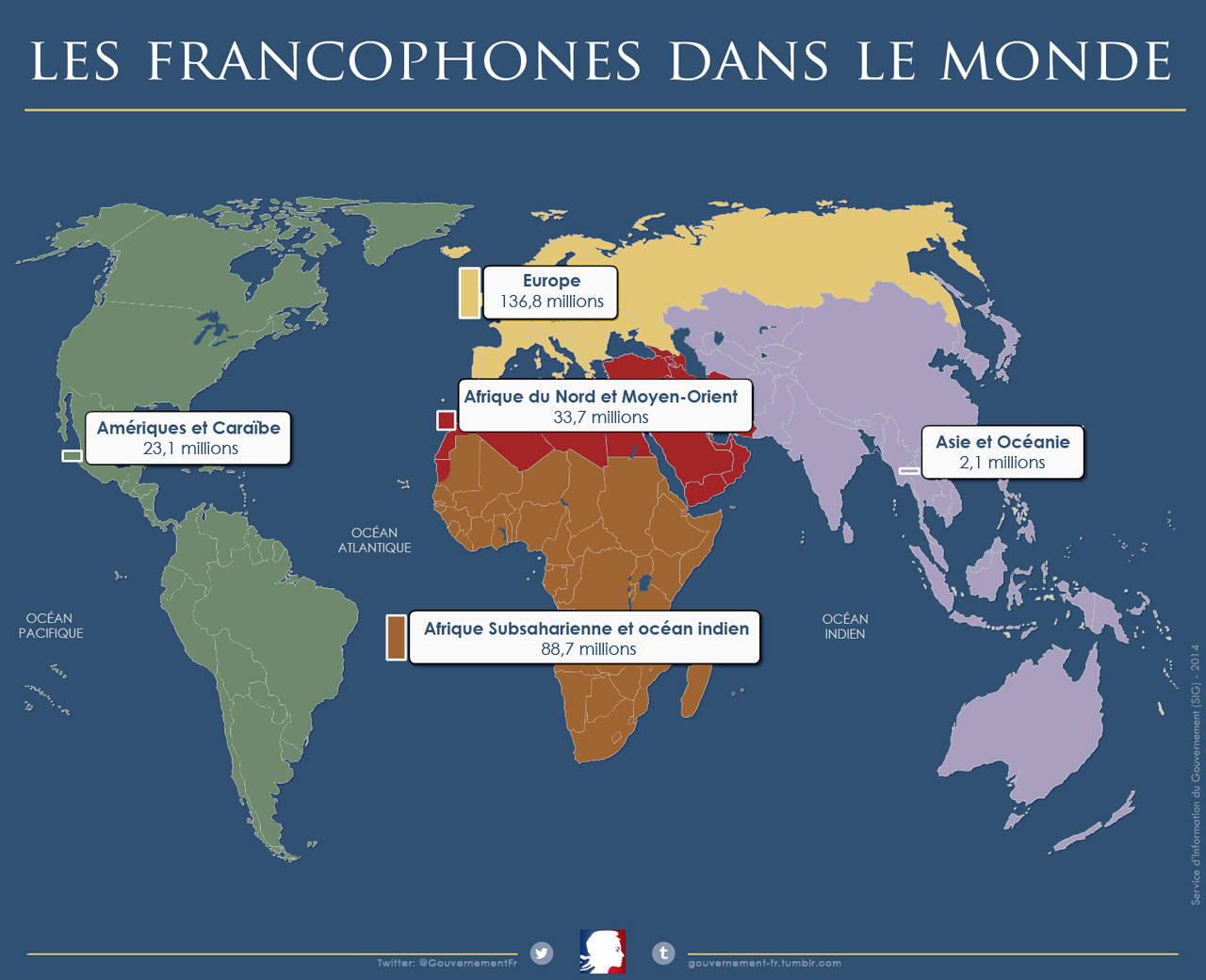
A frankofónok száma kontinensenként

A francia nyelv ismertsége az Európai Unióban és a tagjelölt országokban 2005-ben

Az Európai FNSz-beli országokban a legtöbb frankofón Franciaországban (62,5 millió), Belgiumban (4,4 millió) és Svájcban (3,8 millió) él. A többi nyugat-európai FNSz-országból még 1,2 millió adódik ezekhez a számokhoz, és a nem FNSz-tag Olaszország Valle d’Aosta régiójából is 90 000. A közép- és kelet-európai országokban további 6 millió frankofón van. Ezek közül kitűnik Románia 1,8 millióval. Magyarországon, amely megfigyelői státusszal rendelkezik az FNSz-ben, 40 200 személy tud franciául.

A belgiumi nyelvi közösségek. Pirossal a francia.

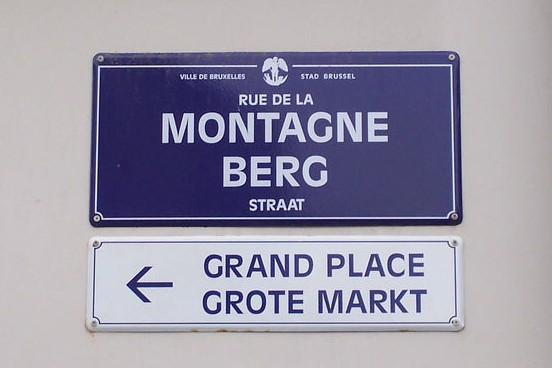
Kétnyelvű (francia és flamand) utcanév-tábla Brüsszelben

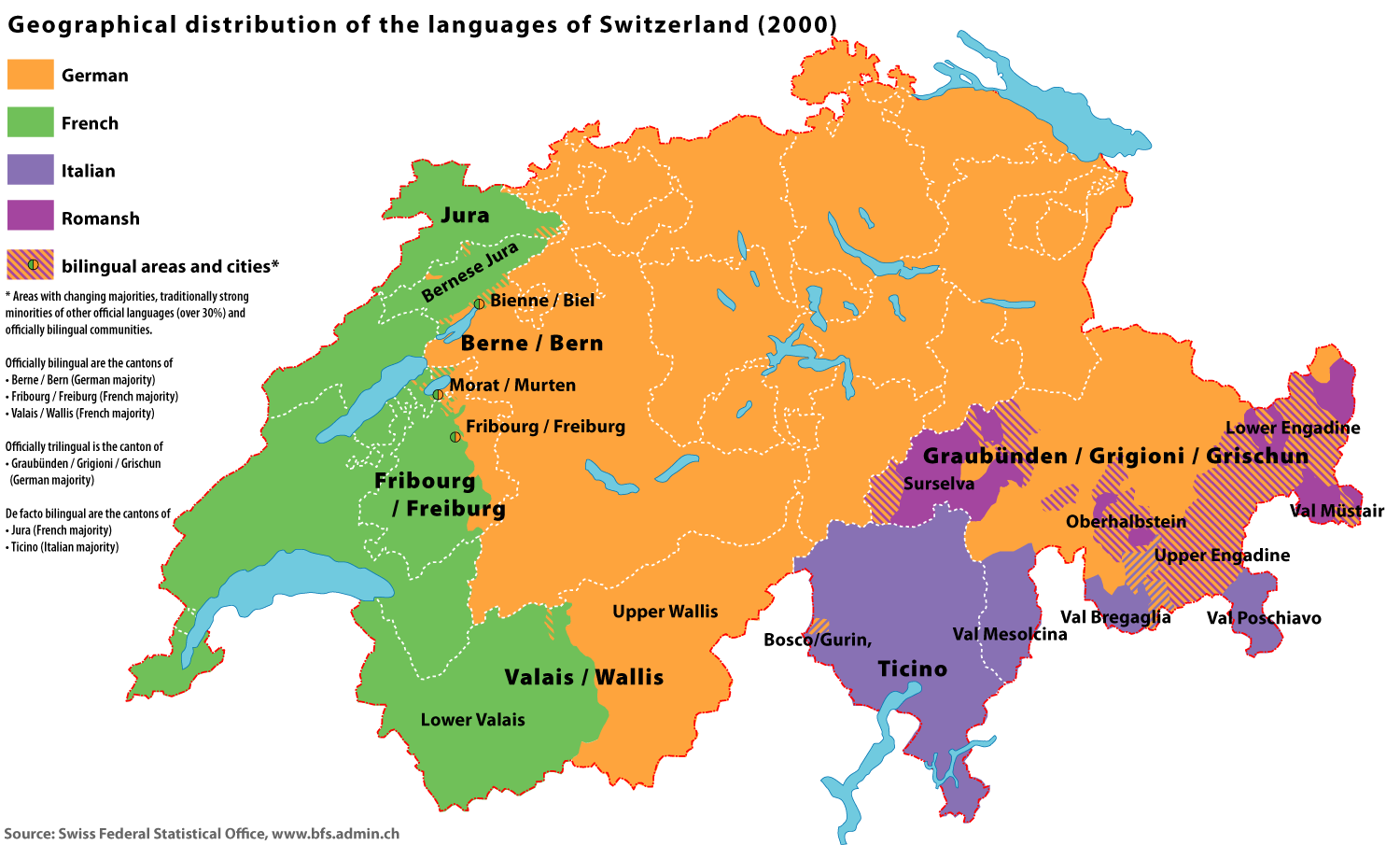
A Svájcban beszélt nyelvek. Zöld színnel a francia.

A fekete-afrikai FNSz-országokból és Marokkóból csak a franciául írni és olvasni is tudókról vannak adatok. Ezek száma a Kongói Demokratikus Köztársaságban 31 millió, Marokkóban 10,3 millió, Elefántcsontparton 7,3 millió, Kamerunban 7 millió, Beninben, Burkina Fasóban és Szenegálban 3 millió mindegyikben, a Kongói Köztársaságban, Guineában, Maliban, Nigerben és Togóban 2 millió mindegyikben, a Közép-afrikai Köztársaságban és Csádban kb. 1,5 millió mindegyikben.
Afrikából több más FNSz-országból van adat nem csak franciául írni és olvasni is tudókról. Ezek összesen 8,7 millióan vannak, melyek közül nagyobb számban Tunéziában (6,6 millió) és Ghánában (1 millió). Ide sorolható még Algéria, mely nem FNSz-tag, 11,2 millióval.

Általában frankofónoknak tekintett országok
Olykor frankofónoknak tekintett országok
Nem frankofón, de FNSz-tagországok vagy az FNSz-ben megfigyelő státuszú országok

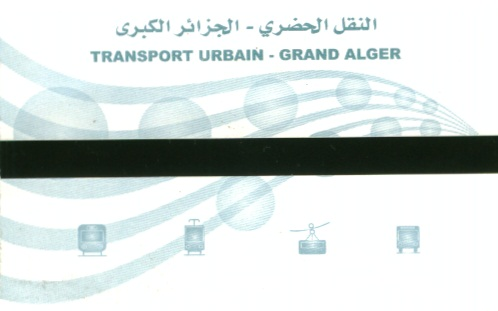
Algíri kétnyelvű (arab és francia) metrójegy

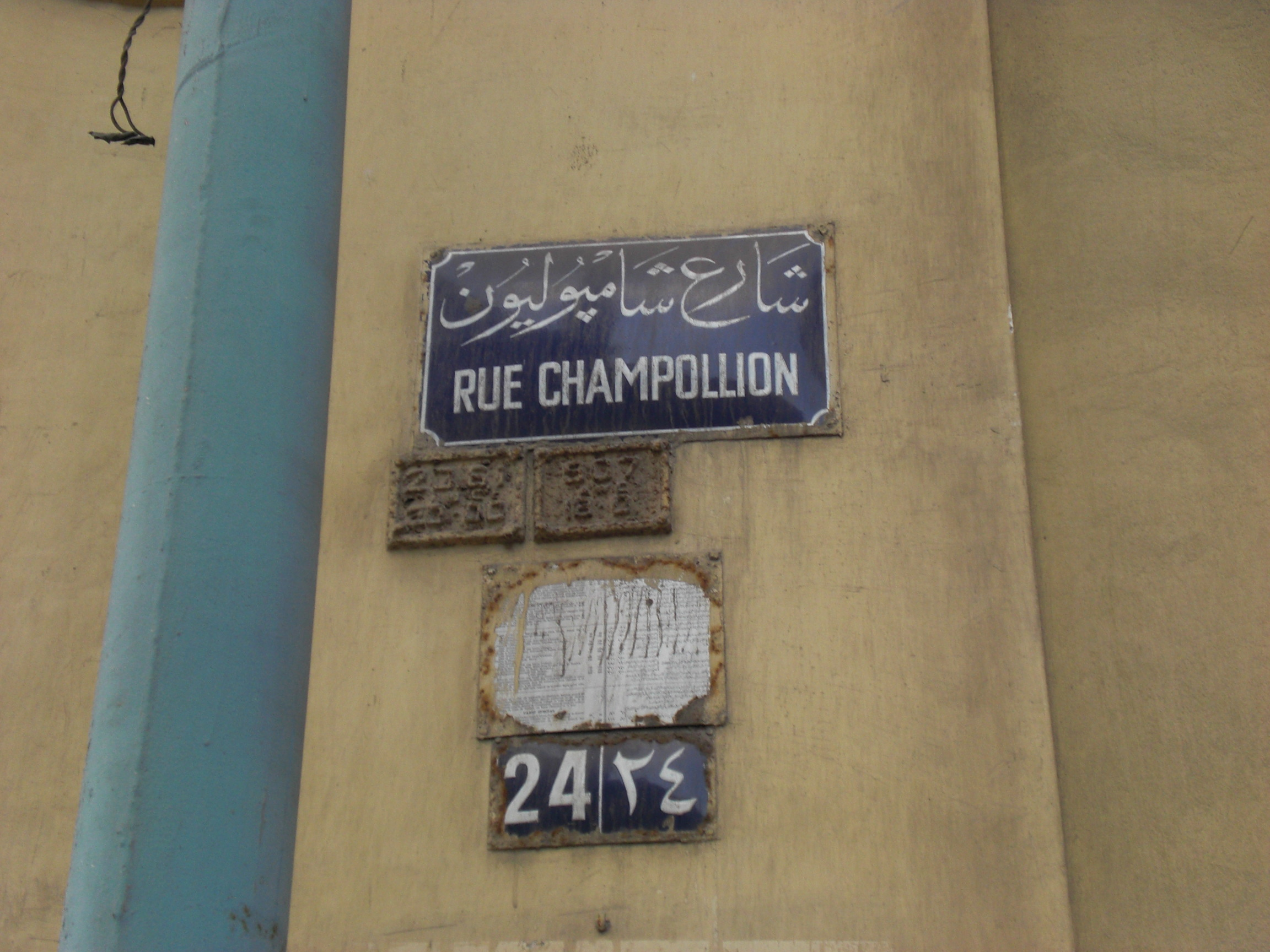
Kétnyelvű (arab és francia) utcanév-tábla az egyiptomi Alexandriában

A közel-keleti FNSz-tagországokban 0,3 millió egyiptomi és 0,7 millió libanoni ismeri a franciát, a nem FNSz-tag Izraelben pedig 0,3 és 0,7 millió közöttire becsülik a franciául beszélők számát.

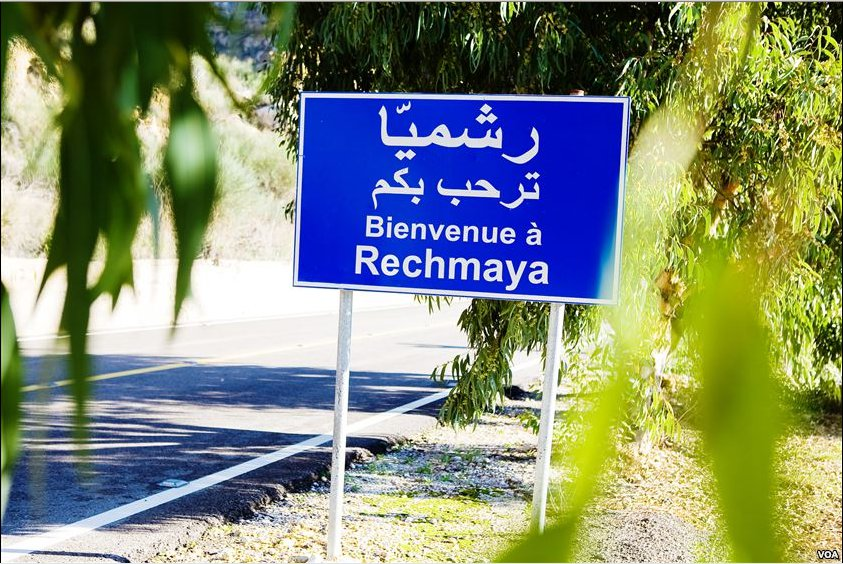
Kétnyelvű (arab és francia) helységnév-tábla Libanonban

Az Indiai-óceán térségében összesen 1,9 millió franciául tudó van, a legnagyobb létszámban Madagaszkárban (1 millió).

Az angol és a francia nyelv eloszlása Kanadában
Angol – 56,9%
Angol és francia kétnyelvűség – 16,1%
Francia – 21,3%
0,4 személy/km² által lakott területek

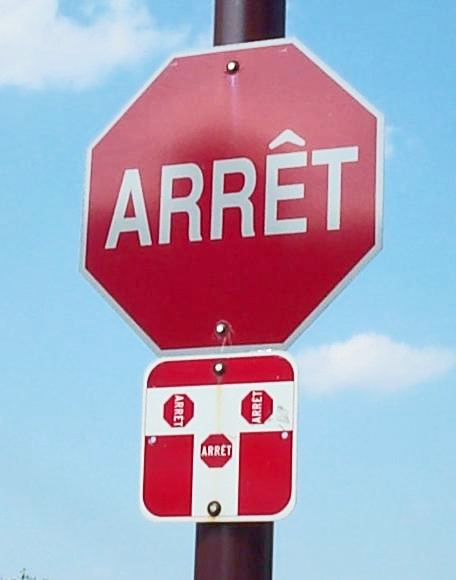
„Állj!” jelzőtábla Québec tartományban

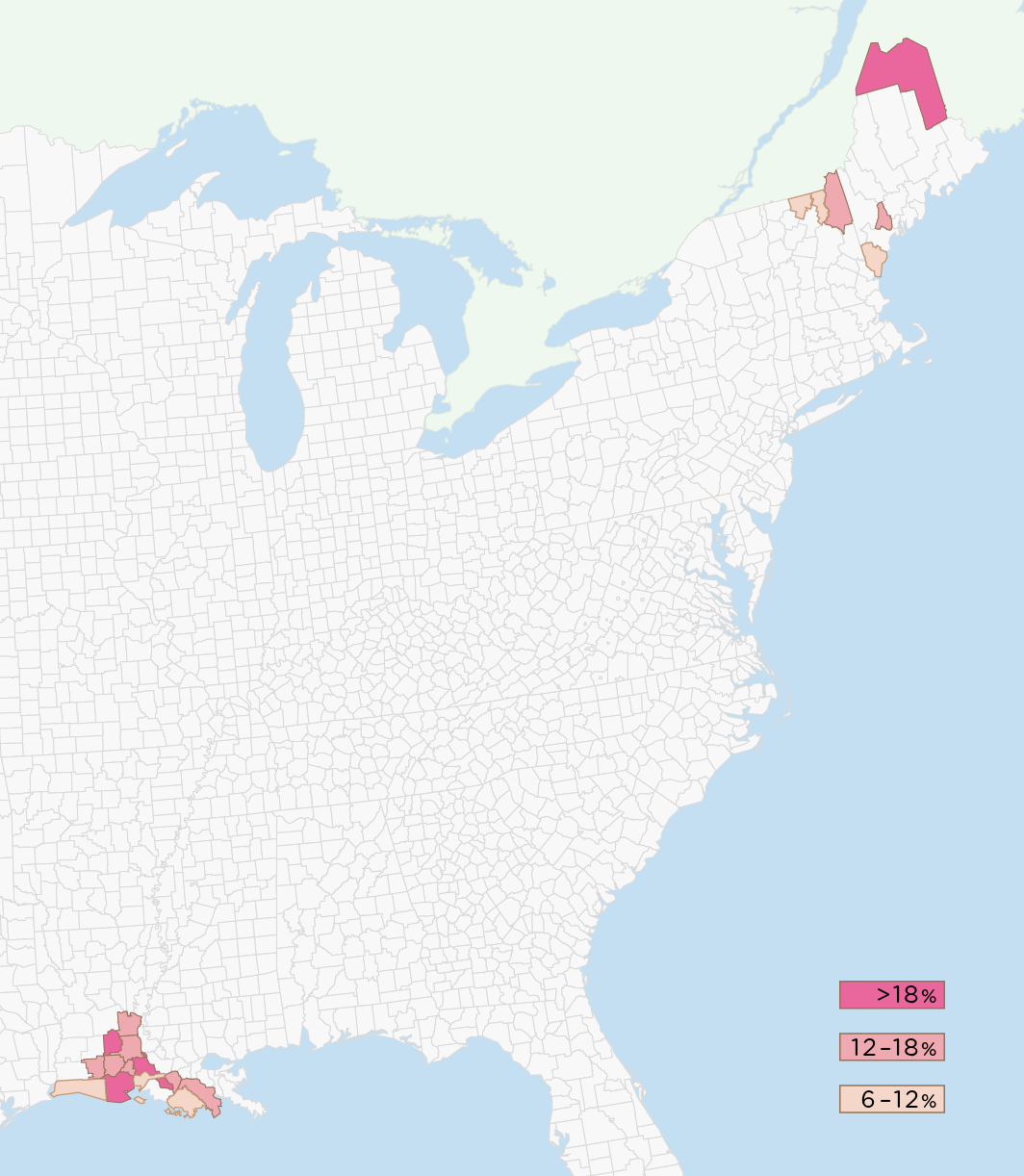
A francia nyelv az Egyesült Államokban. Az otthon franciául beszélők aránya francia ajkúak által is lakott megyékben
6–12%
12–18%
18%-on felül

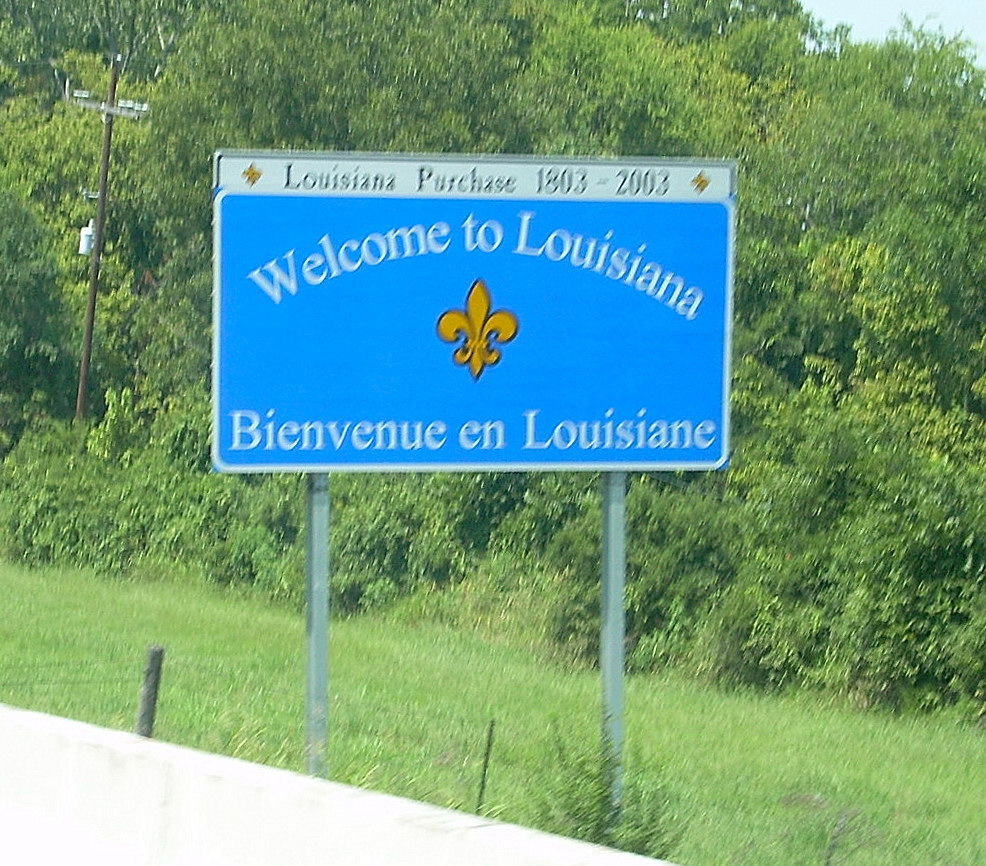
Kétnyelvű (angol és francia) közúti tábla Louisianában

Észak-Amerikában a legtöbb frankofón Kanadában él (9,6 millió), és a nem FNSz-tag Egyesült Államokban is 2,1 millióan beszélik otthon a franciát, a 2000-es népszámlálás adatainak fogalmazása szerint.
A karib-tengeri FNSz-országokban (beleértve a Franciaországhoz tartozó szigeteket és Guyanát) összesen 1,9 millió a frankofón lakosság száma, ebből Haitin 1,2 millió.
Az indokínai országokban összesen 1,7 millió franciául tudó van, Óceániában pedig 0,5 millió.
A felsorolt számokon kívül a 220 millió frankofónhoz tartozik még 72 millió „részben frankofón”-nak nevezett személy.
A franciát anyanyelvként beszélőket illetően Európában számukat 77 millióra becsülik, Kanadában pedig, ahol a 2006-os népszámlálás eredményei erről pontos adatot szolgáltatnak, számuk 6 817 650.

## Státusza
A 29 szuverén állam közül, amelyekben a francia hivatalos nyelv, 13-ban csak ennek van meg ez a státusza:
| - Franciaország - Benin - Burkina Faso - Elefántcsontpart - Gabon | - Guinea - Kongói Demokratikus Köztársaság - Kongói Köztársaság - Mali | - Monaco - Niger - Szenegál - Togo |

További 16 szuverén államban a francia más nyelv vagy nyelvek mellett hivatalos:
| - Belgium - Burundi - Csád - Comore-szigetek - Dzsibuti - Egyenlítői-Guinea | - Haiti - Kamerun - Kanada - Közép-afrikai Köztársaság - Luxemburg | - Madagaszkár - Ruanda - Seychelle-szigetek - Svájc - Vanuatu |

A francia hivatalos 15 olyan közigazgatási területen is, amelyek nem szuverén államok szövetségi államok keretében, vagy autonóm területek. Ezek közül hatban a francia az egyedüli hivatalos nyelv:
| - Svájcban: - Genf kanton - Jura kanton - Neuchâtel kanton - Vaud kanton | - Belgiumban: - Francia Közösség - Kanadában: - Québec tartomány |

További 11 közigazgatási területen a francia más nyelvvel vagy nyelvekkel együtt hivatalos:
| - Svájcban: - Bern kanton - Fribourg kanton - Wallis kanton - Olaszországban: - Valle d’Aosta régió | - az Egyesült Királyságban: - Guernsey tartomány - Jersey tartomány - Indiában: - Puduccseri szövetségi terület | - Kanadában: - Új-Brunswick tartomány - Északnyugati területek - Nunavut terület - Yukon terület |

Olyan országok is vannak, ahol a francia nem hivatalos nyelv, de vannak vele kapcsolatos jogi rendelkezések:
- Az Egyesült Államokban:
  - Louisiana államban használható a francia az oktatásban, az igazságszolgáltatásban, a közjegyzői okiratokban és a médiában.
  - Maine államban a szavazólapok franciául is szövegezhetők, és bizonyos közalkalmazottaknak, például az erdészeknek, kötelező franciául tudniuk.
- Mauritius szigetén megengedett a francia használata az igazságszolgáltatásban, az oktatásban és a médiában.

Megint más országokban a franciának nincs semmiféle jogi státusza, de a gyakorlatban intenzíven használják, főleg az oktatásban és a médiában. Ez a helyzet a volt francia gyarmat arab országokban általában:
- Tunéziában franciául oktatják már a középiskolákban is az egzakt tudományokat, a közgazdaságtant, az informatikát és a technikai tantárgyakat.
- Marokkóban a felsőoktatásban több karon franciául tanítanak.
- Algériában a felsőfokú tudományos és technológiai oktatás franciául folyik.
- Libanonban az oktatás kétnyelvű, arab–francia vagy arab–angol. A második fokozatosan teret nyer, de az első még túlsúlyban van.

Mindegyik frankofón arab országban van francia nyelvű sajtó, főleg Tunéziában, Marokkóban és Algériában.
A francia egyike az Egyesült Nemzetek Szervezete hat munkanyelvének, egyike az Európai Unió három munkanyelvének, az EU Bíróságán belül (a tárgyalásoktól eltekintve) használt egyedüli munkanyelv, az Egyetemes Postaegyesület egyedüli hivatalos nyelve, és számos nemzetközi szervezet hivatalos nyelveinek egyike.
A főbb frankofón országokban a nyelvre vonatkozó törvénykezés is van. Franciaországban az 1994-es „Toubon törvény”-ről van szó. Ez előírja, hogy mely dokumentumokban és helyzetekben kötelező a francia használata: javak és szolgáltatások leírása, fogyasztóknak szánt információk, nyilvános helyeken található feliratok és információk, jogi személyek közötti szerződések, munkaszerződések, állásajánlatok, alkalmazottaknak szánt vállalati belső dokumentumok. Azt is előírja, hogy az oktatás nyelve a francia. Ez a törvény szankciókat is tartalmaz. A belgiumi Francia Közösségben rendelet írja elő francia terminusok használatát idegenek helyett közérdekű dokumentumokban, de betartása nem követhető, mert nem tartalmaz szankciókat. Québec tartományban, bár nem szuverén állam, mégis érvényben van az 1977-es Francia nyelv kártája, mely előírja, hogy a francia a tartomány hivatalos nyelve.

## Szabályozása
A francia sztenderd nyelvváltozat kialakulása a központi hatalom és vele a francia nyelv a mai Franciaország egész területére való kiterjedésével egybekötött hosszú folyamat volt. Fontos szerepet játszottak benne értelmiségi csoportok is, a francia reneszánsz korában, és főleg a 17. századtól kezdve olyan erre hivatott hivatalos intézmények, mint a Francia Akadémia. Körül-belül a 20. század feléig csak az ez által kiadott szótárakban és grammatikákban vagy ezek követőiben rögzített szavakat és szabályokat tekintették helyeseknek, követendőknek és tanítandóknak.
Már a 19. században, a romantikával kezdődően, a szépirodalom egyre inkább felszabadult a klasszikus nyelvi normák alól, és a nyelv használatának nagyon széles és változatos spektrumát mutatja. A szokásos nyelvi regiszter beszélt változatában, és még inkább annak írott változatában, valamint a választékos regiszterben betartják a normákat. A média nyelvezetét befolyásolja a lakosság többsége által beszélt nyelv, leginkább a fesztelen regiszter szókészlete.
A 21. században Franciaországban nemcsak az Akadémia foglalkozik a nyelv sztenderdjével, terjedésének támogatásával, az angollal szembeni megvédésével, hanem más hivatalos szervek is: a Délégation générale à la langue française et aux langues de France (a Francia Nyelv és a Franciaországi Nyelvek Általános Bizottsága) és ennek keretében a Commission d’enrichissement de la langue française (a Francia Nyelv Gyarapításának Bizottsága). Az Akadémia már nem a legfelsőbb hatóság a sztenderdet illetően, és nézetkülönbségek vannak nemcsak nyelvészek között, hanem intézmények között is. Példa erre a helyesírás megújítása körüli vita. 1990-ben, a kormány kezdeményezésére a Francia Nyelv Igazgatótanácsa kidolgozott egy mérsékelt reformtervezetet, amelyet az Akadémia is elfogadott, és jelentés alakjában megjelentette a francia hivatalos közlönyben, a Journal officiel-ben. A javaslatokra sok ellenreagálás volt. Az Akadémia is visszavonta a támogatását, és a jelentés ajánlásai fakultatívak maradtak.
Más országokban is, ahol a francia hivatalos nyelv, létrehoztak a nyelv szabályozásával foglalkozó szerveket. Belgiumban ezek a Conseil de la Langue française, des Langues régionales endogènes et des Politiques linguistiques (A Francia Nyelv, az Őshonos Regionális Nyelvek és a Nyelvi Politika Tanácsa) és a Direction de la langue française (a Francia Nyelv Igazgatósága), Québec-ben az Office québécois de la langue française (a Francia Nyelv Québeci Hivatala), Svájcban pedig a Délégation à la langue française (a Francia Nyelv Bizottsága). A Frankofónia szintjén is működik a Conseil international de la langue française (a Francia Nyelv Nemzetközi Tanácsa).
A főbb frankofón országok között vannak apró sztenderdbeli eltérések. Például Belgiumban és Svájcban a septante szó felel meg a franciaországi soixante-dix ’hetven’ szónak. Québec-ben a szternderd sokkal kevesebb angol jövevényszót fogad el, mint Franciaországban. Például a ’parkoló’ az utóbbiban parking, de az előbbiben stationnement. Külön említést érdemel az a tendencia, hogy a női egyenjogúság nevében nőnemű alakot adjanak azoknak a szakma-, foglalkozás-, tudományos fokozat- és címelnevezésekből képzett személyt megnevező főneveknek, amelyeknek hagyományosan nincs ilyen alakjuk. Québec-ben ez már az 1980-as években általánosult és a sztenderdbe lett foglalva. Franciaországban a CNRS-hez (Országos Tudományos Kutatás Központja) tartozó Institut national de la langue française (INaLF) (a Francia Nyelv Országos Intézete) kiadott egy útmutatót, amely ezen szóalkotás elveit ismerteti, és bemutatja a már létező és a javasolt új nőnemű alakokat. Ezeket az újításokat támogatta a kormány, de nem fogadta el az Akadémia. Svájcban is hivatalos lett ez a nőneműsítés. Egyes elfogadott alakok között van különbség országonként. Például az ’egy szerzőnő’ megfelelőjeként a franciaországi útmutató az une auteur vagy une auteure alakokat ajánlja, de Québec-ben csak az une auteure-t fogadták el, Svájcban pedig az une autrice alakot ajánlják.

## Hatása más nyelvekre
A francia szókészlet gazdagsága sokat köszönhet a különféle nyelvekből való jövevényszavaknak (lásd Francia szókincs szócikk), de a francia is hatással volt sok nyelv szókészletére.
Ez a hatás a középkorig vezethető vissza. A 11. században kezdődött a francia hatása az angol nyelvre, amióta oïl nyelveket, főleg a normannt beszélő sereg hódította meg Angliát. A nemesség és a királyi udvar az ún. anglonormann nyelvet beszélte, az utóbbi a 14. század végéig. A közben a kontinensen teljesen kifejlődött francia nyelv hatott tovább az angolra. A főleg írott francia nyelv presztízsének tudható be, hogy az angol nyelv szókészletének 60%-a volt francia eredetű a 18. századig.
A trouvère-ek költészete kisugárzott Itáliába és a német nyelvterületre. A mangiare ’eszik’ (< francia manger) és az avventura ’kaland’ (< francia aventure) szavak a 12. században kerültek az olasz nyelvbe. Az utóbbi Abenteuer alakban jutott ugyanakkor a német nyelvbe. A 16. században folytatódott francia szavak bekerülése ezekbe a nyelvekbe.
Még több európai nyelvbe kerültek francia szavak a 17. században, amikor Franciaország politikai és kulturális nagyhatalom volt, és a 18.-ban, amikor az ország ereje csökkent ugyan, de kulturális hatása növekedett a felvilágosodás eszméinek révén. Akkoriban Észak-Amerikától Oroszországig az uralkodók, az arisztokraták és az értelmiségiek nem nélkülözhették a francia nyelv ismeretét. A francia a nemzetközi kommunikáció nyelve lett a latin nyelv helyett a diplomáciában és a tudományokban.
A 19. században a francia hatása kiterjedt azokra a nyelvekre is, amelyeket Franciaország gyarmataiban beszéltek.
A francia szavak sok területen vannak jelen, főként a gasztronómia, a divat, a kozmetika, a katonaság, az érzelmek és a jellem területén.
Az angol az a nyelv, amely a legtöbb szót kölcsönözte a franciától. A 21. században is az angol szókészletnek egyes szerzők szerint 30%-a, mások szerint 33%-a francia eredetű.
Egy másik nyelv, amelyben viszonylag sok francia eredetű szó van, a román: a szókészlet 22,12%-a.
A lengyel nyelvbe kb. 3 500 francia szó került, a 18. században elkezdődött Franciaország és Lengyelország szoros kapcsolatai révén.
A spanyol nyelvben is kb. 2 000 francia eredetű szó van, a szókészlet 7,1%-a.
Bár genetikailag messze van a legtöbb európai nyelvtől, a magyarban is vannak francia eredetű szavak. Néhány francia szó még a 11–12. századokban került a magyarba, az Anjou-házi királyok, ezek udvaroncai, szerzetesrendek és más franciák révén. Akkori jövevényszó például a ’tárgy’, az akkoriban ’pajzs’, majd ’cél’ jelentésű targe szóból. A 18–19. században a francia hatás megélénkült a felvilágosodás, majd a francia forradalom eszméinek a behatolása nyomán.
Európától távoli nyelvekbe is kerültek francia szavak, anélkül, hogy az illető országok francia gyarmatok lettek volna, például a rouge ’rúzs’ a perzsába vagy az ouais ’igen’ (a fesztelen regiszterben) wei alakban és ’halló’ (a telefonos kommunikációban) jelentéssel a kínaiba.

## Francia alapú kreol nyelvek
A francia gyarmatosítás következményeként számos kreol nyelv keletkezett. Napjainkban 15-öt tartanak számon:
- Amerikában: louisianai, haiti,[31] guadeloupe-i, dominikai, martinique-i, saint-luciai, trinidadi, guyánai, Les Saintes-szigeteki;
- az Indiai-óceánon (közös törzsük a mascarin vagy bourbonnais kreol): réunioni, mauritiusi, rodriguez-szigeti, seychelle-szigeteki, chagos-szigeteki (a Chagos-szigetekről Mauritiusra deportáltak leszármazottjainak a kreol nyelve);
- Óceániában: tayo (Új-Kaledóniában).

Két országban hivatalos nyelv a helyi kreol: Haitiban (a francia mellett) és a Seychelles-szigeteken (az angol és a francia mellett).

## Területi változatok
A 21. századbeli értelmezés szerint a francia nyelv területi változatainak azokat a sajátosságokat tekintik, amelyekkel a teljesen kifejlődött és az összes beszélő által elsajátított közös nyelvet használják a Frankofónia az egész világon található különböző területein. Ezek nem tévesztendők össze a hagyományosan franciául patois-nak nevezett, a francia nyelv franciaországi területén a középkortól a 19. századig beszélt, és mára gyakorlatilag kihalt területi változatokkal. Ugyancsak nem tévesztendők össze a mai francia nyelv területi változataival azon többi Franciaország északi felében beszélt oïl nyelvek, amelyek nem haltak ki teljesen, és hivatalosan regionális nyelvekként kezelnek más nem oïl újlatin és más nem újlatin regionális nyelvekkel együtt.

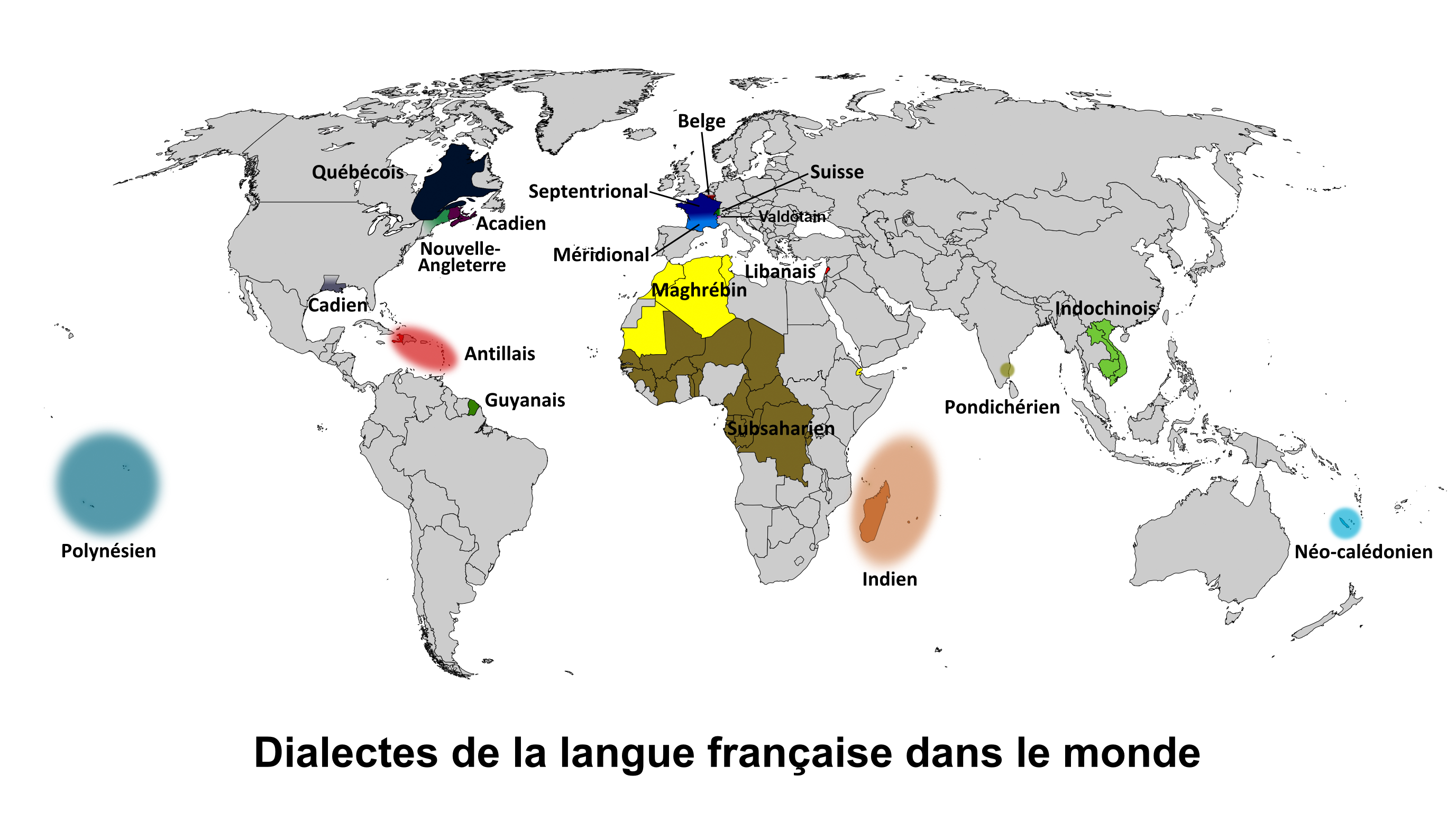
A francia nyelv főbb területi változatai és változatcsoportjai

A franciának nagyon sok területi változata van. A főbb területi változatok és változatcsoportok a következők (a fenti térképen feltüntetettek):
| - Európában: - Franciaországban: - északi; - déli; - belga; - svájci; - Amerikában: - Kanadában: - Québec-tartománybeli; - akádiai (főleg Új-Brunswick tartományban); - cadien (az Amerikai Egyesült Államokban, Louisiana államban); - új-angliai (az Amerikai Egyesült Államokban, Maine államban); - Antillák-beli (Haiti, Guadeloupe és Martinique szigeteken) - guyanai; | - Afrikában: - maghrebi (Mauritániában, Marokkóban, Algériában és Tunéziában); - fekete-afrikai (főleg a volt francia és belga gyarmatokban); - indiai-óceáni (Madagaszkáron és a valamikor vagy ma Franciaországhoz tartozó kisebb szigeteken); - Ázsiában: - libanoni; - puduccseri (Indiában); - indokínai (Vietnámban, Laoszban és Kambodzsában); - Óceániában: - új-kaledóniai; - polinéziai. |

A fentiek majd mindegyike további területi változatokra oszlik, például a dél-franciaországi nyelvterületen belül van lyoni változat, a québec-tartománybeli változaton belül egy montréali, az Antillák területén haiti változat, az indiai-óceáni nyelvterületen mauritiusi változat stb.

## Nyelvtörténet

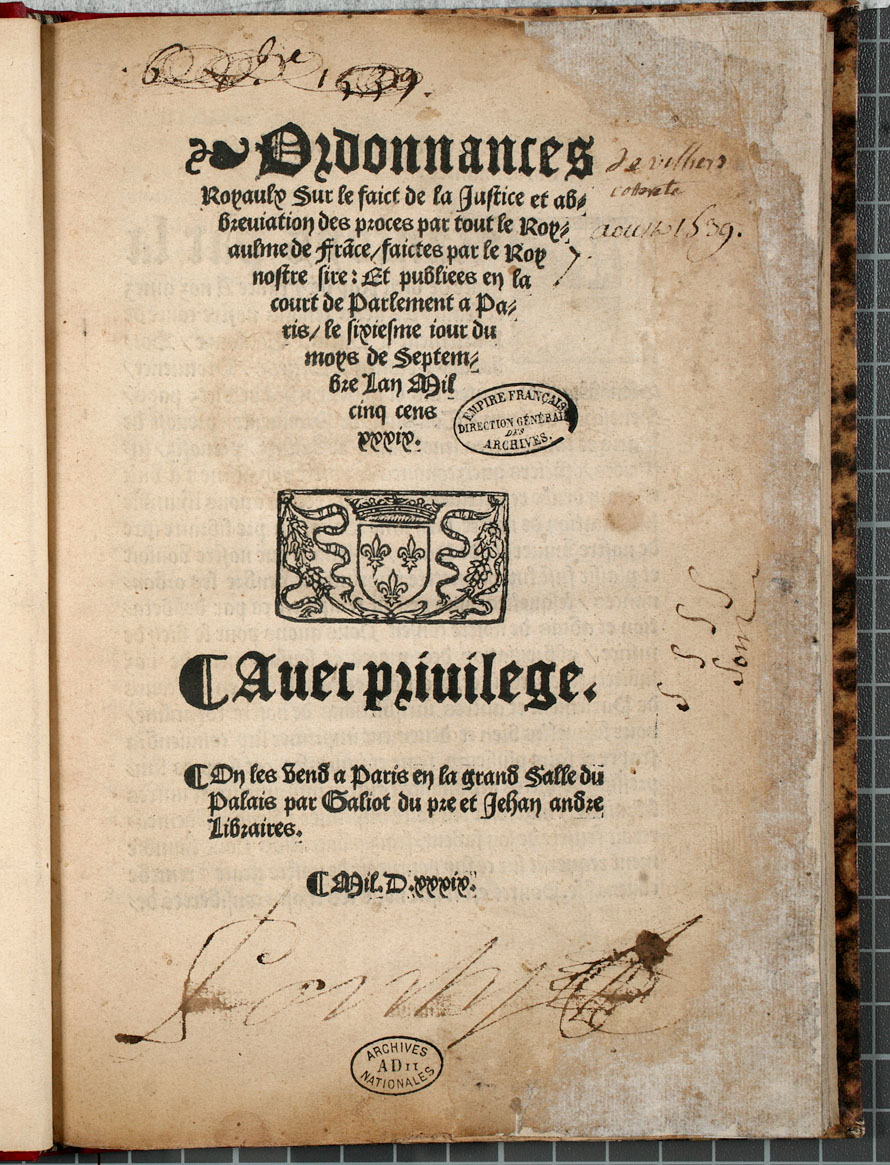
Az Ordonnance de Villers Cotterets első oldala, Archives Nationales

A francia nyelv története akkor kezdődött, amikor a rómaiak befejezték Gallia meghódítását az i. e. 1. században. Az 5. századig tartó kétnyelvűségi időszak alatt a helyi lakosság fokozatosan magáénak fogadta el a népi latin nyelvet. A gall nyelv befolyásolta a latint, ezzel a jövőbeli francia nyelv szubsztrátumát képezve. E folyamat nyomán egy, a nyelvészek által gallorománnak nevezett nyelv fejlődött ki.
Az 5–8. század a galloromán nyelv időszaka volt, amely kezdetén a germán frankok meghódították Gallia északi részét. Itt a frankok királyságot alapítottak, de a galloromán nyelv magába olvasztotta a nyelvüket. Mindazonáltal ennek elemei szupersztrátumot alkottak a jövőbeli francia nyelv részére. A galloromán nyelv dialektusokra oszlott. Az észak-galliaiak frank befolyás alatt egy oïl-nak nevezett csoportot kezdtek alkotni, miközben Gallia déli felében, más közös vonásokkal, egy oc-nak nevezett dialektuscsoport kezdett kialakulni.
A protofrancia nyelv korából (8–10. század) maradtak fenn az első olyan írások, melyek nyelve különbözik a latintól. A 9. században váltak szét élesen az oïl dialektusok az oc dialektusoktól.
Az ófrancia nyelv korában (10–14. sz.) több oïl dialektusban írtak, de viszonylag sok volt bennük a közös vonás. Bár az első szépirodalmi művek nem ezen jelentek meg, egy françois-nak nevezett dialektus, amelyet nagyjából a királyi birtoknak megfelelő Párizs körüli régióban használtak, tekintélyt nyert. A dialektusok közös vonásai a françois tekintélyének köszönhetően terjedni kezdtek a beszédben, és fokozatosan egy közös írott nyelv is alakult és terjedt, mivel használni kezdték a közigazgatásban is a latin mellett. Ettől fogva a francia nyelv története e közös nyelv fokozatos terjedéséé és hódításáé lett párhuzamosan a királyi hatalom kiterjedésével a mai Franciaország egész területére, Belgium déli részére, Svájc nyugati részére és Európán kívüli területekre. E folyamat során a nyelv folytonosan változott, az útjába eső nyelveket és dialektusokat nagy részben helyettesítette, de ugyanakkor ezek elemeivel, valamint sok más nyelvből vett jövevényszóval gazdagodott.
A 14–16. században (a középfrancia nyelv kora) a nyelv tovább változott, többek között abban, hogy a névszóragozás elhagyásával egyszerűsödött. A 16. században, amely Franciaországban a reneszánsz kora volt, sok klasszikus latin és olasz jövevényszót vettek át, és az irodalmi nyelv a többi Franciaországban beszélt nyelvekből és dialektusokból átvett szavakkal is gyarapodott. Megjelentek az első francia nyelvvel foglalkozó nyelvészeti munkák (szótárak, nyelvtankönyvek), valamint az irodalmi nyelv egységesítésére irányuló törekvések. Ugyanakkor a királyi hatalom azon iparkodott, hogy helyettesítse a latint a közigazgatásban és az igazságszolgáltatásban.
A 17., a francia klasszicizmus százada, és a 18., a felvilágosodásé, a francia nyelv klasszikus kora és a modern fázisába való áttéréséé volt. A 17. században alakították ki az irodalmi nyelv sztenderdjét, a korszak politikai rendszerének általánosan tekintélyelvű keretében. A normák „megtisztított”, viszonylag szegényes szókészletet erőltettek az irodalmi nyelvre, de ennek grammatikai rendszerét racionálisan szabályozták, a 18. században pedig a szókészlet is igazodott a különböző szaknyelvek szükségleteihez. Ebben a korszakban, annak a kultúrának a tekintélyének köszönhetően, amelyet hordozott, a francia a politikai és az értelmiségi elit nemzetközi kommunikációs nyelve lett.
A 18. század végére a francia nyelv a modern korszakába került. Az ekkor bekövetkező polgári forradalom rendszere nemzeti nyelvet csinált belőle, és diktatórikus módon igyekezett kiterjeszteni az egész országra. A nyelv térnyerése folytatódott, bár nem a forradalmi hatóságok által kívánt mértékben. A francia nyelv az állam által való terjesztése az oktatás eszközével fokozódott a 19. század folyamán. Ebben meghatározó momentum az állami ingyenes és kötelező elemi oktatás bevezetése volt. Attól fogva az iskolázás időtartamának fokozatos hosszabbítása oda vezetett, hogy az egész lakosság használta a francia nyelvet, a helyi nyelvek és dialektusok rovására.
A 20. században az immár mai francia nyelv teret vesztett a világban az angol nyelv terjedésével párhuzamosan, de továbbra is egyike a nemzetközi kommunikációs nyelveknek, és a frankofón országok hivatalos nyelvi politikával törekednek arra, hogy korlátozzák az angol hatását a franciára, valamint arra, hogy megtartsák ennek a még meglévő elterjedését a világban.

## Hangtan
A francia nyelv hangzásának általános jellemzői a következők:
- A beszédhangok kiejtése az ebben részt vevő izmok nagy és kitartó feszességével történik, ami főleg a hangszínük nagy stabilitását biztosítja.
- Az elöl képzett hangzók túlsúlyban vannak a többi hangzóhoz képest.
- A nyílt szótagok túlsúlyban vannak (55%)[36] a zártakhoz képest, ami nagyon magánhangzóssá, következésképpen világossá és hangzatossá teszi a francia nyelvet.[37]
- A beszédfolyam fonetikai szavakra (franciául mots phonétiques vagy groupes rythmiques) oszlik, melyek egységét egyetlen főhangsúly, a szóláncolás (enchaînement), a hangkivetés (élision) és a hangkötés (liaison) biztosítja.
- A beszéd ritmusát a hangsúlyos és a hangsúlytalan szótagok viszonylag szabályos időszakossága, a hangsúlytalan szótagok tartam- és erősségbeli egyenletessége, és az egy fonetikai szóhoz tartozó szótagok sem túl kicsi, sem túl nagy száma (3–7)[38] jellemzi.

## Grammatika
A francia nyelv grammatikai szerkezetének sok közös vonása van a többi újlatin nyelvekével, de sajátosságai is vannak.

### Alaktan
A morfológiai tipológia szempontjából a francia flektáló nyelv, azaz toldalékok segítségével jelez több nyelvtani kategóriát, olykor nem csak egy ilyet egy bizonyos toldalékkal. Toldalékok jelzik a melléknevek és részben a főnevek nemét, egyes igemódokat és igeidőket, valamint az ige személyes alakjait. Ugyanakkor a franciának sokkal több analitikus nyelvekre jellemző vonása van, mint ősének, a latinnak, ugyanis majdnem teljesen helyettesíti a névszóragozást elöljárószók használatával, és számos összetett (segédigével képzett) igealakja van. Abban, ahogy a névszók többes számát és az ige személyes alakjait jelzi, a francia analitikusabb más újlatin nyelvekhez viszonyítva is.

#### Determinánsok és névszók
A francia grammatikák által számontartott determinánsok a névelők (határozott, határozatlan, anyag-, birtokos és mutató), valamint a determinánsként használt számnevek és névmások, a névszók pedig a főnév, a melléknév, a számnév és a névmások (személyes, határozói, birtokos, mutató, kérdő, vonatkozó és határozatlan).
Mint az újlatin nyelvekben általában, az ezekhez a kategóriákhoz tartozó legtöbb szót a nem (hímnem és nőnem), valamint a szám (egyes és többes) jellemzi, bár ezeket a vonásokat nem mindig hordozza maga a szavak hallható alakja. A többes szám csak kivételesen hallható, de írásban majdnem mindig meg van jelölve. A főnevek nemét többnyire nem jelzi a szavak alakja, és egyes melléknevekét sem, de általában ki lehet következtetni a velük egyeztetett szavak alakjából. Egyes névmások változatlan alakúak és nemük csak az egyeztetés nyomán észlelhető (ez például a 2. személyű személyes névmások esete), mások pedig semlegesek, éspedig azok, amelyek mondatra vagy főnévi igenévre vonatkoznak, például a cela ’ez/az’ mutató névmás.
Akárcsak a többi újlatin nyelv (a románon kívül), a modern francia sem ismeri a névszóragozást, csak ennek néhány maradványát a személyes névmás esetében.
A legtöbb francia determinánsnak és névszónak van szó alakú megfelelője a magyarban, de például a birtokos névelőé teljesen különbözik, mivel az a birtokos személyjel, és a francia anyagnévelő és határozói névmások funkcióit is másféle módszerekkel teljesítik a magyarban. A determinánsok tekintetében egy kisebb különbség az, hogy a franciában a mutató determináns alakjai teljesen különböznek a mutató névmáséitól.

#### Igerendszer
A francia igére olyan kategóriák jellemzők, mint az igenem, az igemód, az igeidő, a szám (egyes szám és többes szám), a személy és a nem (hímnem és nőnem), ez utóbbi csak a melléknévi igenév esetében.
Mivel a francia nyelv helyesírása nagyon nagy mértékben etimologikus, tehát nem tükrözi hűen a kiejtést, az igeragozásban figyelembe kell venni azt, hogy a beszédben kevesebb személyrag van, mint írásban. Vannak például olyan igekategóriák, amelyek esetében egyes igeidőkben négy személyrag háromféleképpen íródik, de a beszédben csak az igető hallatszik, tehát négy személyben az ige egyformán hangzik. Ezért a személy morfémája nagy mértékben a más szóval kifejezett alany lett, következésképpen az ige csak ilyen szó mellett jelenik meg. Harmadik személyben ez főnév, névmás, vagy ritkábban főnévi igenév, első és második személyben személyes névmás. Kivételt csak a felszólító mód képez, amelyben csak kiemelés céljából fejezik ki névmással az alanyt.
Állítmányként az igét mindig kötelező kitenni, beleértve a létigét is, akkor is, amikor névszói állítmány része kijelentő mód jelen idő harmadik személyben, pl. Il est étudiant ’Ő egyetemista’ (hímnem), Elles sont fatiguées ’Ők fáradtak’ (nőnem).

#### Változatlan alakú szófajok
A francia grammatikai funkcióval bíró változatlan alakú szófajok a határozószó, amely mondattani funkciót tölt be, valamint az elöljárószó és a kötőszó, amelyek viszonyszók.
Az indulatszónak nincs mondattani funkciója, de egymagában alkothat tagolatlan mondatot. Ugyancsak grammatikai funkció nélkül használhatók egyes hagyományosan határozószóknak tekintett szavak, amelyek tulajdonképpen módosítószók, konnektorok vagy mondatszók.
A franciában minden főnévi és névmási jelzőt, valamint minden főnévvel vagy hangsúlyos névmással kifejezett határozót elöljáróval szerkesztenek, ami helyettesíti a névszóragozást.
A határozói mellékmondatokat (a részeshatározóin és a képes helyhatározóin kívül) bevezető kötőszók és kötőszó értékű szókapcsolatok is meghatározzák, hogy mely igemódban áll a mellékmondat állítmánya.

### Mondattan
A szónál nagyobb és a mondatnál kisebb nyelvi egységben, a szószerkezetben, ha az főnévi, ennek determinánsaira vonatkozóan az jellemző a franciára, hogy csak egyszerre egy használható névelőből (határozatlan, határozott, anyag-, birtokos vagy mutató), és a kérdő determináns is kizár más determinánst. Csak számnévi determinánssal és bizonyos határozatlan determinánsokkal együtt használható névelő. Összetett kérdés továbbá az, hogy a főnév mikor nem kap névelőt.
A jelzős főnévi csoporttal kapcsolatban összetett kérdés a melléknévi jelző helye a főnévhez viszonyítva és több egyazon főnév jelzőinek esetén ezek helye a főnévhez és egymáshoz viszonyítva.
Az egyszerű mondat tekintetében nincs lényeges különbség a francia és a magyar között a mondattani elemzésben, attól függetlenül, hogy a két nyelv grammatikáiban egyes mondatrészeket különbözően értelmeznek. Ellenben lényeges különbségek vannak abban, hogy milyen módszerekkel (szórend, prozódia, szerkezetek) fejezik ki a topikot és a predikátumot, valamint hogyan emelik ki a mondat egyik vagy másik részét.
A francia kérdő mondat jellegzetessége az, hogy az ugyanarra vonatkozó kérdésnek többnyire nem csak egy szerkezete van, hanem lehet kettő, három vagy négy.
A francia tagadó mondatra az jellemző, hogy a sztenderd nyelvváltozatban mindig a ne tagadószón és legalább még egy tagadószón alapszik.
A francia mellérendelő összetett mondatok és a magyar megfelelőik között nincs lényeges különbség, viszont annál inkább van az alárendelő összetett mondatok tekintetében. Ezek főleg a mellékmondat állítmányának igemódjára vonatkoznak, de az igeidejére is, mivel a franciában sokkal több igeidő van, és az igeidő-egyeztetés kötöttebb, mint a magyarban.
További különbségek vannak a két nyelv között abban, hogy mikor fejezik ki az alárendelt cselekvést mondattal, és mikor főnévi igenévvel.

## Szókincs
A francia szókincs összetételének fő jellegzetessége a latin eredetű szavak túlnyomó aránya, amelyeket a népi latinból örökölt, vagy a középkori és a klasszikus latinból vett át. Létezik egy gall szubsztrátum is, melyből viszonylag kevés szó maradt meg. Valamivel nagyobb számban maradtak fenn a germán szupersztrátumból származó szavak, a francia nyelv legrégibb jövevényszavai. Egész történelme során a francia nyelv további sok, nagyon különböző nyelvekből származó jövevényszóval gazdagodott, melyek közvetlenül vagy közvetve kerültek bele. A modern nyelvek közül régebben az olasz adta a legtöbb jövevényszót, a 21. században pedig az angolok vannak az első helyen.
A francia nyelvterületen belüli szóalkotás leggyakoribb módszere a szóképzés. A magyar nyelvvel ellentétben a szóösszetétel sokkal kevésbé termékeny szóalkotási módszer a franciában.

## Helyesírás
A francia nyelv helyesírásának fő jellegzetessége az, hogy sokkal kevésbé hűen adja vissza a kiejtést, mint például a magyar nyelvé. Ennek okai a francia nyelv írásának hosszú történelmi fejlődése, amely során különféle kultúrák érintkezése, a nyelv hangtani változásai, a technika fejlődése, a társadalmi normák és a politikai hatalom tényezői kapcsolódtak össze.
A 16. században, amikor először próbálkoztak az írás szabályozásával, két irányzat is megjelent: egyesek próbálták megfelelőbbé tenni az írást a kiejtéssel, mások ragaszkodtak a hagyományos írásmódhoz, még akkor is, ha az írás nem követte a kiejtés változásait a középkor óta. Ugyanakkor az írás és a kiejtés közötti egyezés hiányát fokozta az, hogy csak azért vezettek be nem kiejtendő hangoknak megfelelő betűket, hogy ezzel a szavak latin vagy görög eredetét mutassák. Az írás fonémikussá tételének az irányzata és a hagyományos irányzat azóta is ütköznek egymással, és egyelőre az utóbbi győz.

### Szótárak

#### Értelmező szótárak
- Lexilogos. Dictionnaire français. Hozzáférés: 2017. március 12.

#### Magyar–francia / francia–magyar szótárak
- Dicovia. Hozzáférés: 2017. március 12.
- Lexilogos. Hozzáférés: 2017. március 12.

### Nyelvtanulás
- Alliance française. Hozzáférés: 2017. március 12.
- Francia szószedet. Hozzáférés: 2017. március 12.
- Franciaoktatas.eu Archiválva 2014. október 28-i dátummal a Wayback Machine-ben – a budapesti Francia Intézet ingyenes tananyagokhoz hozzáférést lehetővé tevő portálja. Hozzáférés: 2017. március 12.
- Le français avec André – Franciául Andrással – ingyenes kétnyelvű tananyagok. Hozzáférés: 2017. március 12.
- Le Point du FLE – a francia mint idegen nyelv tanításának portálja. Hozzáférés: 2017. március 12.